# Аквація
Аквація (англ. aquation) — входження одної чи більше цілих молекул води в іншу частинку, яке може супроводитися (або не супроводитися) заміщенням атомів або груп.
Наприклад, входження молекул води у внутрішню ліганду сферу комплексу:
{\displaystyle {\ce {[Co(NH3)4(H2O)(NO3)]^2+ -> [Co(NH3)4(H2O)2]^3+}}}